# Aphananthe monoica
Aphananthe monoica är en hampväxtart som först beskrevs av William Botting Hemsley, och fick sitt nu gällande namn av André Leroy. Aphananthe monoica ingår i släktet Aphananthe och familjen hampväxter. Inga underarter finns listade i Catalogue of Life.